# Jean-Charles Bonenfant
Pour les articles homonymes, voir Bonenfant.
Jean-Charles Bonenfant (né le 21 juillet 1912 à Saint-Jean-de-l'Île-d'Orléans, mort le 5 octobre 1977 à l'âge de 65 ans) était un journaliste, bibliothécaire et professeur québécois.

## Biographie
Jean-Charles Bonenfant a fait ses études classiques au Petit Séminaire de Québec avant d’étudier le droit à l’Université Laval (LL.B., LL.M.). Il devint journaliste puis secrétaire du premier ministre Maurice Duplessis. Il quitte ce poste en 1939 pour entrer au service de l'Assemblée législative du Québec, où il deviendra éventuellement bibliothécaire en chef. Il quitta ce poste en 1969 pour devenir professeur à l'Université Laval.

## Honneurs
- 1963 - Membre de la Société des Dix
- 1971 -  Officier de l'Ordre du Canada (O.C.)[3]
- 1975 - Médaille Gloire de l'Escolle
- Le pavillon Jean-Charles-Bonenfant de l'Université Laval, qui abrite la principale bibliothèque de l'université depuis 1968, a été renommé en son honneur[4].
- Une rivière porte aussi son nom dans la Réserve faunique des Laurentides.
- La fondation Jean-Charles Bonenfant a été créée par un projet de loi privé en 1978 afin d'« augmenter, [d']améliorer et [de] diffuser les connaissances sur les institutions politiques et parlementaires du Québec » et de « promouvoir l'étude et la recherche sur les institutions politiques et parlementaires »[5]. À chaque année, la fondation octroie les prix Jean-Charles Bonenfant, lors de la Journée du livre politique du Québec. La Fondation, qui est présidée par le Président de l'Assemblée nationale du Québec a versé plus d'un million de dollars en bourses afin de permettre à une centaine de jeunes de s'initier aux institutions parlementaires[6].
- Une plaque "Ici vécut de la ville de Québec est présente au 1109, avenue des Laurentides, en son honneur, pour indiquer son ancien lieu de résidence[7].